# Barbus harterti
Barbus harterti là một loài cá vây tia trong họ Cyprinidae. Nó chỉ được tìm thấy ở Maroc.
Môi trường sống tự nhiên của nó là các con sông. Nó bị đe dọa do mất môi trường sống.
Phân loại và hệ thống học của loài cá này gây tranh chấp đáng kể. Một số tác giả bao gồm B. paytonii trong B. harterti, còn những tác giả khác thì xem chúng riêng biệt.